# رباعي إيثيل الرصاص
رباعي إيثيل الرصاص (واختصاره TEL) هو أحد المكونات التي تضاف إلى الجازولين لتحسين أداء المحركات. وتسمى هذه المادة أيضًا مانعة الخبط ذلك لأنها تقلل الخبط أو الطرق الذي يصدره المحرك. ويبدأ المحرك بالخبط إذا احترق البترول في مكابسه بسرعة أو بعد فترة بسيطة من دخوله إليها. كما تتسبب هذه الحالات ذاتها التي تسبب الخبط، في خفض قوة المحرك ذاته، بل قد تتسبب في تعطيله عن العمل. ووجود كمية قليلة من رباعي إثيل الرصاص في البترول يقلل هذه المشاكل.
وينتج المحرك الذي يستخدم البترول المرصص (البترول المحتوي على رباعي إثيل الرصاص) دخانًا يحتوي على مواد كيميائية من بينها الرصاص الذي يسبب تلوثًا للهواء الجوي، كما يسبب أيضًا تخريب فعالية المحولات الحافزة، وهي الأجهزة التي تركب على عادم السيارة للحد من العوامل الملوثة للهواء. ولذا فقد بدأت شركات الزيت تصنيع محروقات غير مرصصة، كما عمدت في الوقت ذاته إلى تقليص كمية رباعي إثيل الرصاص في البترول المرصص. وتحتوي هذه الأنواع من المحروقات على كميات كبيرة من المواد الأخرى التي تقاوم خبط المحرك. ونتيجة لهذا فقد قلت الحاجة إلى رباعي إثيل الرصاص اللازم في هذه الأنواع من المحروقات، أو بالأحرى تكاد تكون انعدمت تمامًا.

## الهامش
1. 1 2 3  Tetraethyllead (بالإنجليزية), QID:Q278487
2. ↑  ChEBI release 2020-09-01، 1 سبتمبر 2020، QID:Q98915402
3. ↑  Pradyot Patnaik. Handbook of Inorganic Chemicals. McGraw-Hill, 2002, ISBN 0-07-049439-8

## وصلات خارجية
- U.S. Gov`t, Agency for Toxic Substances and Disease Registry. Case Studies in Environmental Medicine (CSEM): Lead Toxicity نسخة محفوظة 5 يونيو 2009 على موقع واي باك مشين.
- U.S. Gov`t, Agency for Toxic Substances and Disease Registry. ToxFAQs: Lead
- Bartleby Entry on Tetra-ethyl Lead
- Australian Government, National Pollutant Inventory - Lead and Lead Compounds Fact Sheet
- Kovarik, Bill (1999). Charles F. Kettering and the 1921 Discovery of Tetraethyl Lead
- Kitman, J. (2000). "The Secret History of Lead. The Nation. Background on history and politics of TEL usage.
- Detailed Post from USENET on the History Tetra-ethyl lead's Safety
- True unleaded alternative for 100LL needed for general aviation